# VIVA Club Rotation
VIVA Club Rotation war eine Sendung des deutschen Musiksenders VIVA, die wöchentlich in der Nacht von Freitag auf Samstag ausgestrahlt wurde.

## Ablauf
In der VIVA Club Rotation wurden ursprünglich ausgewählte Musikvideos, die vorher von den Nutzern im Internet abgestimmt wurden, aus dem Dance, Elektro, House und HandsUp-Bereich gespielt. In der Zeit um die Jahrtausendwende wurde die Sendung mit Live Performances aus unterschiedlichen Discotheken (als Aufzeichnung) gebracht. Zuletzt wurden jede Woche neue und auch alte Musikvideos aus den genannten Genres gespielt. Eine Abstimmung im Internet fand nicht mehr statt. Aufgrund der verkürzten Sendezeit von VIVA ab dem 8. September 2014, wurde am 5. September 2014 die letzte Sendung ausgestrahlt.

## Moderation
Ab Oktober 1995, mit dem Start im Tarm Center Frechen, wurde die Sendung von Daisy Dee moderiert.
Ab dem 21. Mai 2004 moderierte Annemarie Carpendale die Sendung, gefolgt von Piet Blank. Ab April 2005 folgte Nela Panghy-Lee. Im weiteren Verlauf wurde die Sendung ohne Moderation ausgestrahlt.

## Alben
Ab 1998 wurde auch eine Musik-Compilation herausgebracht, die von der Warner Special Marketing GmbH vertrieben wurde. Diese waren, bis auf wenige Ausnahmen, immer in den Top 10 der Compilation-Charts vertreten. Für einige Ausgaben, im Jahr 2007 und 2008, war Sony BMG für die Vermarktung verantwortlich, bevor ab Mitte 2008 das Label Embassy Of One (ehemals Ministry of Sound) diese Aufgabe übernahm. Seit 2012 werden keine Kompilationen mehr veröffentlicht.

### Kompilationen
| Jahr | Titel                      | Höchstplatzierung, Gesamtwochen, AuszeichnungChartsChartplatzierungen (Jahr, Titel, Platzierungen, Wochen, Auszeichnungen, Anmerkungen) | Anmerkungen                              |
| Jahr | Titel                      | DE | Anmerkungen                              |
| ---- | -------------------------- | --- | ---------------------------------------- |
| 1998 | Viva Club Rotation Vol. 1  | DE11 (7 Wo.)DE | Erstveröffentlichung: 12. Januar 1998    |
| 1998 | Viva Club Rotation Vol. 2  | DE10 (5 Wo.)DE | Erstveröffentlichung: 30. März 1998      |
| 1998 | Viva Club Rotation Vol. 3  | DE10 (7 Wo.)DE | Erstveröffentlichung: 27. Juli 1998      |
| 1998 | Viva Club Rotation Vol. 4  | DE5 (4 Wo.)DE | Erstveröffentlichung: 16. November 1998  |
| 1999 | Viva Club Rotation Vol. 5  | DE5 (7 Wo.)DE | Erstveröffentlichung: 1. März 1999       |
| 1999 | Viva Club Rotation Vol. 6  | DE5 (7 Wo.)DE | Erstveröffentlichung: 31. Mai 1999       |
| 1999 | Viva Club Rotation Vol. 7  | DE6 (8 Wo.)DE | Erstveröffentlichung: 6. September 1999  |
| 1999 | Viva Club Rotation Vol. 8  | DE7 (5 Wo.)DE | Erstveröffentlichung: 15. November 1999  |
| 2000 | Viva Club Rotation Vol. 9  | DE6 (8 Wo.)DE | Erstveröffentlichung: 7. Februar 2000    |
| 2000 | Viva Club Rotation Vol. 10 | DE5 (6 Wo.)DE | Erstveröffentlichung: 1. Mai 2000        |
| 2000 | Viva Club Rotation Vol. 11 | DE8 (6 Wo.)DE | Erstveröffentlichung: 26. Juni 2000      |
| 2000 | Viva Club Rotation Vol. 12 | DE16 (3 Wo.)DE | Erstveröffentlichung: 4. Dezember 2000   |
| 2001 | Viva Club Rotation Vol. 13 | DE6 (6 Wo.)DE | Erstveröffentlichung: 5. März 2001       |
| 2001 | Viva Club Rotation Vol. 14 | DE8 (6 Wo.)DE | Erstveröffentlichung: 21. Mai 2001       |
| 2001 | Viva Club Rotation Vol. 15 | DE5 (5 Wo.)DE | Erstveröffentlichung: 27. August 2001    |
| 2001 | Viva Club Rotation Vol. 16 | DE8 (4 Wo.)DE | Erstveröffentlichung: 26. November 2001  |
| 2002 | Viva Club Rotation Vol. 17 | DE3 (5 Wo.)DE | Erstveröffentlichung: 25. Februar 2002   |
| 2002 | Viva Club Rotation Vol. 18 | DE5 (5 Wo.)DE | Erstveröffentlichung: 20. Mai 2002       |
| 2002 | Viva Club Rotation Vol. 19 | DE3 (7 Wo.)DE | Erstveröffentlichung: 19. August 2002    |
| 2002 | Viva Club Rotation Vol. 20 | DE7 (4 Wo.)DE | Erstveröffentlichung: 18. November 2002  |
| 2003 | Viva Club Rotation Vol. 21 | DE2 (9 Wo.)DE | Erstveröffentlichung: 17. Februar 2003   |
| 2003 | Viva Club Rotation Vol. 22 | DE3 (9 Wo.)DE | Erstveröffentlichung: 19. Mai 2003       |
| 2003 | Viva Club Rotation Vol. 23 | DE2 (9 Wo.)DE | Erstveröffentlichung: 18. August 2003    |
| 2003 | Viva Club Rotation Vol. 24 | DE3 (8 Wo.)DE | Erstveröffentlichung: 17. November 2003  |
| 2004 | Viva Club Rotation Vol. 25 | DE3 (10 Wo.)DE | Erstveröffentlichung: 16. Februar 2004   |
| 2004 | Viva Club Rotation Vol. 26 | DE3 (9 Wo.)DE | Erstveröffentlichung: 24. Mai 2004       |
| 2004 | Viva Club Rotation Vol. 27 | DE7 (8 Wo.)DE | Erstveröffentlichung: 16. August 2004    |
| 2004 | Viva Club Rotation Vol. 28 | DE6 (4 Wo.)DE | Erstveröffentlichung: 8. November 2004   |
| 2005 | Viva Club Rotation Vol. 29 | DE3 (10 Wo.)DE | Erstveröffentlichung: 14. Februar 2005   |
| 2005 | Viva Club Rotation Vol. 30 | DE5 (8 Wo.)DE | Erstveröffentlichung: 16. Mai 2005       |
| 2005 | Viva Club Rotation Vol. 31 | DE5 (8 Wo.)DE | Erstveröffentlichung: 22. August 2005    |
| 2005 | Viva Club Rotation Vol. 32 | DE15 (1 Wo.)DE | Erstveröffentlichung: 18. November 2005  |
| 2006 | Viva Club Rotation Vol. 33 | DE6 (8 Wo.)DE | Erstveröffentlichung: 17. Februar 2006   |
| 2006 | Viva Club Rotation Vol. 34 | DE10 (7 Wo.)DE | Erstveröffentlichung: 30. Juni 2006      |
| 2006 | Viva Club Rotation Vol. 35 | DE8 (6 Wo.)DE | Erstveröffentlichung: 6. Oktober 2006    |
| 2007 | Viva Club Rotation Vol. 36 | DE11 (4 Wo.)DE | Erstveröffentlichung: 5. Oktober 2007    |
| 2008 | Viva Club Rotation Vol. 37 | DE8 (2 Wo.)DE | Erstveröffentlichung: 4. Januar 2008     |
| 2008 | Viva Club Rotation Vol. 38 | DE14 (6 Wo.)DE | Erstveröffentlichung: 21. März 2008      |
| 2008 | Viva Club Rotation Vol. 39 | DE17 (5 Wo.)DE | Erstveröffentlichung: 27. Juni 2008      |
| 2008 | Viva Club Rotation Vol. 40 | DE16 (4 Wo.)DE | Erstveröffentlichung: 3. Oktober 2008    |
| 2009 | Viva Club Rotation Vol. 41 | DE14 (8 Wo.)DE | Erstveröffentlichung: 20. März 2009      |
| 2009 | Viva Club Rotation Vol. 42 | DE15 (4 Wo.)DE | Erstveröffentlichung: 26. Juni 2009      |
| 2009 | Viva Club Rotation Vol. 43 | DE16 (4 Wo.)DE | Erstveröffentlichung: 25. September 2009 |
| 2010 | Viva Club Rotation Vol. 44 | DE16 (6 Wo.)DE | Erstveröffentlichung: 29. Januar 2010    |
| 2010 | Viva Club Rotation Vol. 45 | DE9 (4 Wo.)DE | Erstveröffentlichung: 30. April 2010     |
| 2010 | Viva Club Rotation Vol. 46 | DE14 (5 Wo.)DE | Erstveröffentlichung: 13. August 2010    |
| 2010 | Viva Club Rotation Vol. 47 | DE15 (2 Wo.)DE | Erstveröffentlichung: 19. November 2010  |
| 2011 | Viva Club Rotation Vol. 48 | DE12 (5 Wo.)DE | Erstveröffentlichung: 18. Februar 2011   |
| 2011 | Viva Club Rotation Vol. 49 | DE14 (3 Wo.)DE | Erstveröffentlichung: 3. Juni 2011       |
| 2011 | Viva Club Rotation Vol. 50 | DE16 (3 Wo.)DE | Erstveröffentlichung: 26. August 2011    |
| 2012 | Viva Club Rotation Vol. 51 | DE29 (1 Wo.)DE | Erstveröffentlichung: 24. Februar 2012   |
| 2012 | Viva Club Rotation Vol. 52 | DE27 (1 Wo.)DE | Erstveröffentlichung: 29. Juni 2012      |

### Sonderausgaben
| Jahr | Titel                                 | Höchstplatzierung, Gesamtwochen, AuszeichnungChartsChartplatzierungen (Jahr, Titel, Platzierungen, Wochen, Auszeichnungen, Anmerkungen) | Anmerkungen                             |
| Jahr | Titel                                 | DE | Anmerkungen                             |
| ---- | ------------------------------------- | --- | --------------------------------------- |
| 2000 | Viva Club Rotation – Ibiza Special    | DE16 (2 Wo.)DE | Erstveröffentlichung: 28. August 2000   |
| 2001 | Viva Club Rotation – 5 Years          | DE9 (4 Wo.)DE | Erstveröffentlichung: 8. Oktober 2001   |
| 2002 | Viva Club Rotation – Trance Special   | DE20 (3 Wo.)DE | Erstveröffentlichung: 9. Dezember 2002  |
| 2003 | Viva Club Rotation – Trance Special 2 | DE15 (4 Wo.)DE | Erstveröffentlichung: 14. April 2003    |
| 2008 | Viva Club Rotation – The Anthems      | DE30 (1 Wo.)DE | Erstveröffentlichung: 19. Dezember 2008 |
| 2011 | Viva Club Rotation – Eurodance        | DE26 (1 Wo.)DE | Erstveröffentlichung: 22. Juli 2011     |